# Naty
Naty ist ein weiblicher Vorname.

## Herkunft und Bedeutung
Der Name ist eine spanische Variante von Natalie.

### Varianten
- Natalija (serbisch)
- Natalja (Наталья, russisch)
- Natallja (Наталля, belarussisch)
- Nathalie (französisch)
- Nataliya (ukrainisch)

## Bekannte Namensträgerinnen
- Naty Rangel (* 1988), mexikanische Badmintonspielerin